# أندري سانتوس

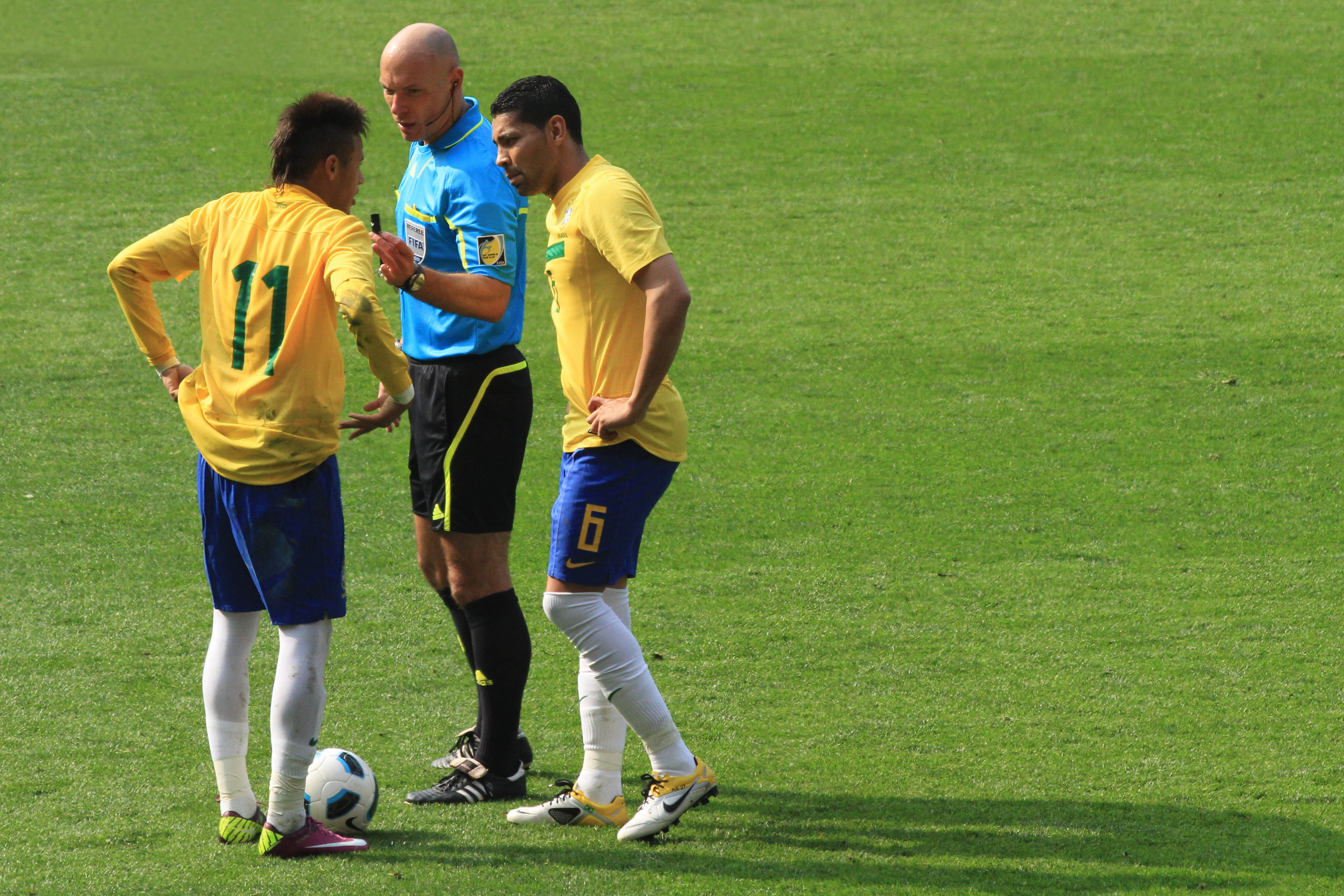

 أندري سانتوس  (بالبرتغالية: André Santos) من مواليد 8 مارس 1983 لاعب كرة القدم برازيلي يلعب لنادي آرسنال الإنجليزي منذ 2011. وهو أحد لاعبي منتخب البرازيل لكرة القدم.

## روابط خارجية
- أندري سانتوس على موقع الاتحاد الدولي (مؤرشف)  (الإنجليزية)
- أندري سانتوس على موقع اتحاد تركيا (لاعب) (الإنجليزية)
- أندري سانتوس على موقع إي إس بي إن إف سي (الإنجليزية)
- أندري سانتوس على موقع قاعدة بيانات كرة القدم.إي يو (الإنجليزية)
- أندري سانتوس على موقع ناشيونال فوتبول تيمز (الإنجليزية)
- أندري سانتوس على موقع Soccerbase.com (لاعب) (الإنجليزية)
- أندري سانتوس على موقع Soccerway.com (الإنجليزية)
- أندري سانتوس على موقع عالم كرة القدم.نت (الإنجليزية)
- أندري سانتوس على موقع AS.com (الإسبانية)